# 李士彬
李士彬（?—?），宋朝人，党项族。
其父李继周，世代镇守金明。李士彬生性勇猛，有羌兵十万人，延州（今陕西延安市）人称之为“铁壁相公”。西夏李元昊叛宋，遣使诱降士彬，為士彬所拒。李元昊屢次派出大将与士彬相遇，皆不战而走，並放出風聲，“吾士卒闻铁壁相公，胆坠于地。“士彬更加骄傲，平時又严酷御下，以致部下心生怨愤。李元昊击破金明寨，士彬及其子李怀宝均被擒杀于黄堆寨。赠宿州观察使。